# Museo de Literatura Moderna
El Museo de Literatura Moderna (Literaturmuseum der Moderne) o LiMo es parte del Archivo de Literatura Alemana (Deutsches Literaturarchiv) en Marbach am Neckar, Alemania. El museo ganó le supuso a su arquitecto obtener el Premio Stirling en 2007.
El museo abrió sus puertas en septiembre de 2006 y su diseño corrió a cargo del arquitecto británico David Chipperfield. Tuvo un coste de 10 millones de euros y fue construido por Leonard Weiss GmbH con ingeniería de Ingenieurgruppe Bauen.
El museo se encuentra en una meseta de roca en el parque escénico de Marbach, con vistas al valle del río Neckar. Muestra y archiva la literatura alemana del siglo XX. Alberga manuscritos tales como El Juicio por Franz Kafka y Berlin Alexanderplatz por Alfred Döblin.